# Chasse, Pêche, Nature, Traditions
Chasse, Pêche, Nature, Traditions  (Jakt, fiske, natur, tradition, CPNT) är ett franskt agrarparti, grundat 1989. CPNT har som mål att försvara traditionella franska värderingar. Partiet säger sig varken stå till höger eller vänster på den politiska skalan, utan representera människor i glesbygden. I Europaparlamentsvalet 1999 fick partiet sex mandat, men är inte längre representerat varken i Europaparlamentet eller i den franska nationalförsamlingen.